# 迪爾斯伯勒鎮區 (北卡羅萊納州傑克遜縣)
迪爾斯伯勒鎮區（英語：Dillsboro Township）是位於美國北卡羅萊納州傑克遜縣的一個鎮區。

## 地方資料
迪爾斯伯勒鎮區的面積為20.20平方千米，皆為陸地。根據2020年美國人口普查的數據，當地共有人口1631人，而人口密度為每平方千米80.74人。